# Team Addax
Team Addax is een Spaans raceteam, dat actief is in de GP2 Series. Het team ontstond in 2009, na een overname van Campos Grand Prix. Eigenaar is voormalig Spaans politicus en zakenman Alejandro Agag.

## GP2 Series

### 2009
In 2009 start het team het seizoen met Romain Grosjean en Vitali Petrov in de gelederen. Grosjean weet te winnen in Spanje en Monaco. Petrov wint in Turkije en Valencia. Grosjean werd halverwege het seizoen opgeroepen door Renault F1 om Nelson Piquet jr. te vervangen. Davide Valsecchi neemt zijn plaats in, maar weet niet te winnen. In het seizoen 2014 zullen ze niet meer gezien worden in GP2.

### 2010
Voor het seizoen 2010 is de Nederlander Giedo van der Garde bevestigd. Zijn teamgenoot is, de van Arden overgekomen Mexicaan, Sergio Pérez.

## GP2 Asia Series

### 2009/2010
Het seizoen 2009/2010 komen Max Chilton en Luiz Razia uit voor het team in de Asia Series. Er is tot op heden geen overwinning geboekt.